# Takizawa
Takizawa (jap. 滝沢市 Takizawa-shi) – miasto w Japonii, w prefekturze Iwate, na wyspie Honsiu. Ma powierzchnię 182,46 km². W 2020 r. mieszkało w nim 55 579 osób, w 21 629 gospodarstwach domowych  (w 2010 r. 53 857 osoby, w 19 334 gospodarstwach domowych) .

## Historia
1 kwietnia 1889 roku, wraz z wdrożeniem przepisów miejskich i w wyniku połączenia pięciu wiosek powstała wioska Takizawa. 1 stycznia 2014 roku wioska zdobyła status miasta

## Populacja
Zmiany w populacji terenu miasta w latach 1950–2015: